# Ère Bunpō
L'ère Bunpō (文保), aussi romanisé en Bumpō, est une des ères du Japon (年号, nengō, lit. « nom de l'année ») après l'ère Shōwa et avant l'ère Gen'ō. Cette ère couvre la période allant du mois de février 1317 au mois d'avril 1319. Les empereurs régnants sont Hanazono-tennō (花園天皇) et Go-Daigo-tennō (後醍醐天皇).

## Changement d'ère
- 1317 (Bunpō gannen (文保元年?)) : Le nom de la nouvelle ère est créé pour marquer l'accession au trône de l'empereur Hanazono3. L'ère précédente se termine là où commence la nouvelle, en Shōwa 6.

## Événements de l'ère Bunpō
- 1317 (Bunpō 1, 9e mois) : L'ancien empereur Fushimi meurt à l'âge de 53 ans[3].
- 1318 (Bunpō 2, 2e mois) : Durant la onzième année du règne de Hanazono-tennō (花園天皇11年), l'empereur abdique et la succession (senso) est reçue par son cousin, deuxième fils de l'ancien empereur Go-Uda. Peu après, l'empereur Go-Daigo est déclaré avoir accédé au trône (sokui)[4].
- 1319 (Bunpō 3, 4e mois) : L'empereur Go-Daigo fait changer le nom du nengō en Gen'ō pour marquer le commencement de son règne[5].

| Bunpō     | 1re  | 2e   | 3e   |
| Grégorien | 1317 | 1318 | 1319 |